# Диджерати
Диджерати (англ. digerati, также «дигерати», «диджераторы») — элита компьютерной индустрии и онлайн-сообществ, объединяющая известных учёных в области вычислительной техники, авторов техноизданий и блогеров. Само слово образовано от слов digital «цифровой» и literati «грамотные», и напоминает ранее образованный неологизм «glitterati» (англ. glitter + literati).
Слово «диджерати» используется в нескольких похожих, но различных случаях:
- неформальные авторитеты, которые, посредством своих публикаций, выдвигают точку зрения на цифровые технологии и Интернет как на трансформирующий элемент социума;
- люди, уважаемые как очень известные в субкультуре Кремниевой долины, особенно в период бума доткомов;
- люди, известные своим влиянием в сообществе цифровых технологий.

Первое упоминание слова диджерати отмечено в 1992 году в Usenet и отсылало к статье Джорджа Гилдера (George Gilder) в журнале Upside. Некоторые источники утверждают, что слово появилось благодаря редактору The New York Times Тиму Рэйсу (Tim Race).

## Персоналии
Во введении в книге Джона Брокмэна (John Brockman) Диджерати: Встреча с киберэлитой (1996) в качестве «диджерати» указывает на нижеследующих людей.
Лидеры движения за свободное и открытое программное обеспечение
- Ричард Столлман
- Линус Торвальдс

Члены правозащитной организации EFF и виртуального сообщества WELL
- Майк Годвин (The Defender) — юрист EFF
- Дэвид Джонсон (англ. David R. Johnson) (The Judge) — председатель объединения юристов, соруководитель Института права в киберпространстве (англ. Cyberspace Law Institute)
- Джон Перри Барлоу (The Coyote) — сооснователь EFF, поэт
- Говард Рейнгольд (The Citizen) — редактор Whole Earth Review и Millennium Whole Earth Catalog, изобретатель неологизма «Смартмоб», участник WELL
- Стюарт Бранд (The Scout) — основатель Whole Earth Catalog, член WELL
- Кори Доктороу — координатор по пропаганде в Европе EFF, писатель-фантаст, блогер
- Йон Лебковски (англ. Jon Lebkowsky) — президент Остинского отделения EFF, писатель, блогер, хозяин сообщества WELL

### Издатели
- Стюарт Элсоп (англ. Stewart Alsop) (The Pragmatist) — главный редактор InfoWorld
- Дэвид Баннл (англ. David Bunnell) (The Seer) — основатель журналов PC Magazine, PC World, MacWorld, Personal Computing и New Media
- Кевин Келли (The Saint) — исполнительный редактор журнала Wired
- Джейн Меткалф (англ. Jane Metcalfe) (The Publisher) — президент и сооснователь Wired Ventures, Inc., активный деятель EFF
- Льюис Розетто (англ. Louis Rossetto) (The Buccaneer) — редактор и издатель журнала Wired и HotWired, также сооснователь и CEO Wired Ventures
- Тим О’Рейлли (The Documenter) — основатель издательства O’Reilly Media.

### Авторы иколумнисты
- Джон Брокмэн (англ. John Brockman) (The Connector) — автор, редактор
- Джон Дворак (англ. John C. Dvorak)) (The Gadfly) — технологический колумнист
- Эстер Дайсон (The Pattern-Recognizer) — публицистка и писательница, основатель и председатель ICANN
- Дэнис Карузо (англ. Denise Caruso) (The Idealist) — основатель конференции Spotlight, колумнист The New York Times, основатель The Hybrid Vigor Institute
- Джон Марков (англ. John Markoff) (The Scribe) — технический журналист в The New York Times, писатель, наиболее известен как автор публикаций о Кевине Митнике
- Джерри Михальски (англ. Jerry Michalski) (The Pilgrim) — управляющий редактор газеты Release 1.0
- Ричард Мента (англ. Richard Menta) — технический колумнист, редактор MP3 Newswire.

### Управленцы
- Чарльз Симони — автор венгерской нотации, бывший архитектор и менеджер корпорации Microsoft, космический турист
- Тэд Лионсис (The Marketer) — президент America Online
- Стив Кейс (англ. Steve Case) (The Statesman) — основатель и CEO America Online
- Грэг Кларк (The Physicist) — президент News Technology Group (подразделение News Corporation)
- Джон Доэрр (англ. John Doerr) (The Matchmaker) — венчурный капиталист
- Билл Гейтс (The Software Developer) — основатель корпорации Microsoft
- Стив Джобс (The Alternate Software Developer) — основатель корпорации Apple
- Дуг Карлстон (The Thinker) — сооснователь Brøderbund Software
- Скотт Макнили (англ. Scott McNealy) (The Competitor) — сооснователь и CEO Sun Microsystems
- Натан Мирволд (англ. Nathan Myhrvold) (The Chef) — технический директор в корпорации Microsoft
- Дуг Роуэн (англ. Doug Rowan) (The Curator) — президент и CEO Corbis
- Линда Стоун (англ. Linda Stone) (The Catalyst) — бывший менеджер корпораций Apple и Microsoft, положила начало неологизму «частично-непрерывное внимание» (англ. «continuous partial attention»).

### Преподаватели
- Николас Негропонте — основатель лаборатории Media Lab в Массачусетском технологическом институте
- Дэвид Гелернтер (англ. David Gelernter) (The Conservative) — профессор Йельского университета
- Клифф Столл (англ. Cliff Stoll) (The Skeptic) — астрофизик, автор книги Silicon Snake Oil
- Шерри Тёркл (англ. Sherry Turkle) (The Cyberanalyst) — профессор Массачусетского технологического института.

### Другие
- Дэниэль Хиллс (англ. W. Daniel Hillis) (The Genius) — вице-президент по разработке и исследованиям в Walt Disney, сооснователь и ведущий ученый корпорации Think Machines
- Брюстер Кейл (The Searcher) — изобретатель и основатель Wide Area Information Servers Inc.
- Джарон Ланье (The Prodigy) — писатель, музыкант, художник, разработчик систем виртуальной реальности
- Стюарт Макбрайд (англ. Stewart McBride) (The Maestro) — председатель правления и творческий управляющий United Digital Artists
- Джон Маккриа (англ. John McCrea) (The Force) — управляющий Cosmo, линии веб-продуктов Silicon Graphics
- Кип Пэрент (англ. Kip Parent) (The Webmaster) — основатель Pantheon Interactive и бывший менеджер по электронной торговле в Silicon Graphics
- Пол Сэффо (англ. Paul Saffo) (The Oracle) — директор Института будущего (англ. Institute for the Future)
- Боб Стейн (англ. Bob Stein) (The Radical) — основатель компании Voyager — первого издателя мультимедийных CDROM
- Лью Такер (англ. Lew Tucker) (The Evangelist) — бывший директор по разработкам корпорации Thinking Machines, бывший менеджер по связям с разработчиками в Sun Microsystems
- Дэйв Уинер (англ. Dave Winer) (The Lover) — разработчик программного обеспечения, пионер блогинга
- Ричард Сол Вёрмэн (The Impresario) — председатель и креативный директор конференции TED, также архитектор, картограф, создатель Access Travel Guide Series
- Джордж Гилдер (англ. George Gilder)
- Кевин Митник — первый публично известный крэкер, широко известный в среде компьютерного андеграунда
- Марк Фиджини (англ. Mark Figini) — основатель и президент Digerati Consulting
- Терри Сторч (англ. Terry Storch) — «пастор диджерати» в крупной евангелистской церкви LifeChurch.tv[англ.], известной инновациями и использованием технологий
- Ричард Секстон (англ. Richard Sexton) (The Flamer).